# Festiwal Filmowy w Tallinnie
Festiwal Filmowy w Tallinnie (est.: Tallinna Pimedate Ööde filmfestival) – festiwal filmowy odbywający się w Tallinnie w Estonii od 1997 roku, jeden z najważniejszych festiwalów poświęconych sztuce filmowej w Europie Północnej, akredytowany przy organizacji International Federation of Film Producers Association.

## Nagrody[2]

### Konkurs główny
- Grand Prix za najlepszy film
- Nagroda Jury za najlepszą reżyserie
- Nagroda Jury za najlepszy scenariusz
- Nagroda Jury za najlepszą rolę męską
- Nagroda Jury za najlepszą rolę kobiecą
- Nagroda Jury za najlepsze zdjęcia
- Nagroda Jury za najlepszą muzykę

### Konkurs krajów bałtyckich
- Najlepszy film z krajów bałtyckich